# Żwirownia Skoki
Żwirownia Skoki este o arie protejată (arie de protecție specială avifaunistică — SPA) din Polonia întinsă pe o suprafață de 166,32 ha, integral pe uscat.

## Localizare
Centrul sitului Żwirownia Skoki este situat la coordonatele 52°36′25″N 19°23′13″E / 52.6069°N 19.387°E.

## Înființare
Situl Żwirownia Skoki a fost declarat arie de protecție specială avifaunistică în octombrie 2007 pentru a proteja 24 de specii de animale.

## Biodiversitate
Situată în ecoregiunea continentală, aria protejată nu include niciun habitat protejat.
La baza desemnării sitului se află mai multe specii protejate de  păsări (24): lăcar mare (Acrocephalus arundinaceus), lăcar-de-rogoz (Acrocephalus schoenobaenus), fluierar de munte (Actitis hypoleucos), rață mare (Anas platyrhynchos), rață-cu-cap-castaniu (Aythya ferina), rața moțată (Aythya fuligula), fugaci de țărm (Calidris alpina),  prundaș gulerat mic (Charadrius dubius), lebădă de vară (Cygnus olor), găinușă de baltă (Gallinula chloropus), sfrâncioc roșiatic (Lanius collurio), Larus argentatus, pescăruș sur (Larus canus), Larus marinus, pescăruș-cu-cap-negru (Larus melanocephalus), pescăruș râzător (Larus ridibundus), ferestrașul mare (Mergus merganser), bătăuș (Philomachus pugnax), ciocănitoarea verde (Picus viridis), corcodel mare (Podiceps cristatus), lăstun de mal (Riparia riparia), chiră de baltă (Sterna hirundo), călifar alb (Tadorna tadorna), pupăză (Upupa epops).